# جیمز چاپین
جیمز چاپین (انگلیسی: James Chapin; ۱ ژانویهٔ ۱۸۸۹ – ۱ ژانویهٔ ۱۹۶۴) پرنده‌شناس، و جانورشناس اهل ایالات متحده آمریکا و از برندگان جایزه آکادمی ملی علوم بود.